# أنطونيو كارفاليو (لاعب كاراتيه)
أنطونيو كارفاليو هو لاعب كاراتيه كندي، ولد في 30 مايو 1979 في سو ساينت ماري في كندا.

## وصلات خارجية
- أنطونيو كارفاليو على موقع يو إف سي (الإنجليزية)
- أنطونيو كارفاليو على موقع شيردوغ (الإنجليزية)
- أنطونيو كارفاليو على موقع IMDb (الإنجليزية)